# لشکر ۹ پیاده (هند)
لشکر ۹ پیاده هند (انگلیسی: 9th Infantry Division) لشکر پیاده‌نظام ارتش هند بریتانیا بود، که در سال ۱۹۴۰ تأسیس شد و در سال ۱۹۴۲ منحل گردید.
لشکر ۹ پیاده هند، یک لشکر پیاده‌نظام ارتش هند در طول جنگ جهانی دوم بود. این لشکر در طول نبرد مالایا، بخشی از سپاه سوم هند در فرماندهی مالایا را تشکیل می‌داد. فرماندهی آن بر عهده سرلشکر آرتور ادوارد بارستو بود.